# Kożyno
Kożyno est un village de Pologne, situé dans la gmina de Bielsk Podlaski, dans le Powiat de Bielsk Podlaski, dans la voïvodie de Podlachie.

## Personnalités liées
- Wsiewołod Jakimiuk (1902-1991), ingénieur polonais y est né

## Source
- (en) Cet article est partiellement ou en totalité issu de l’article de Wikipédia en anglais intitulé « Kożyno » (voir la liste des auteurs).